# Vital Vanaken
Pour les articles homonymes, voir Vanaken.
Vital Vanaken, né le 9 mars 1962, est un footballeur belge, qui évoluait au poste de libéro. Il a mis un terme à sa carrière en 2000, et depuis il occupe un poste dans l'encadrement sportif du KVSK United.

## Carrière
Vital Vanaken a fait ses débuts en équipe première à seulement 17 ans au Waterschei THOR. Il n'est que rarement titulaire et part en 1983 pour le Bilzerse VV, un club limbourgeois évoluant en division 3. Il y joue une saison avant de rejoindre Overpelt Fabriek, en division 2. Après une saison, il est relégué en troisième division. Il joue encore un an à Overpelt en D3, puis est recruté par le club voisin de Lommel, également en division 3, mais qui ambitionne de rejoindre la première division.
À Lommel, la carrière de Vanaken démarre véritablement. Il y devient une valeur sûre derrière la défense, et le club est champion de Division 3 en 1987. Le club joue ensuite cinq saisons en division 2, et remporte le titre en 1992, ce qui lui ouvre les portes de la D1. À cette époque, Vital Vanaken est le capitaine de l'équipe, qui compte dans ses rangs des joueurs comme Jacky Mathijssen, Harm van Veldhoven, Philip Haagdoren ou Ronny Van Geneugden.
En 1995, à déjà 33 ans, Vital Vanaken quitte Lommel pour le FC Malines, entraîné par Walter Meeuws. Mais les résultats sont décevants, et il reste le plus souvent cantonné au banc des remplaçants. En janvier 1997, il retourne en division 2, au RTFCL, dont les dirigeants voient en lui le remplaçant de Raphaël Quaranta. Il ne parvient pas à s'imposer dans l'équipe liégeoise, et retourne à Overpelt en fin de saison. Il joue encore trois ans dans le club qui l'a révélé, et met un terme à sa carrière de joueur en 2000 pour rejoindre l'encadrement du club.
Au cours de la saison 2006-2007, il est nommé entraîneur avec son ancien coéquipier Philip Haagdoren, en remplacement de René Trost, licencié à la suite des mauvais résultats de l'équipe. Vanaken et Haagdoren parviennent à assurer le maintien en D2 sur le fil, terminant avec deux points d'avance sur le barragiste.